# Aromobates duranti
Espèce
Synonymes
- Colostethus duranti Péfaur, 1985
- Nephelobates duranti (Pefaur, 1985)

Statut de conservation UICN

 EN B1ab(iii)+2ab(iii) : En danger
Aromobates duranti est une espèce d'amphibiens de la famille des Aromobatidae.

## Répartition
Cette espèce est endémique de l'État de Mérida au Venezuela. Elle se rencontre de 2 600 à 3 000 m d'altitude dans la cordillère de Mérida.

## Étymologie
Cette espèce est nommée en l'honneur de Pedro Durant.

## Publication originale
- Péfaur, 1985 : New species of Venezuelan Colostethus (Dendrobatidae). Journal of Herpetology, vol. 19, no 3, p. 321-327.